# Némtsevo (Marí El)
|  | Per a altres significats, vegeu «Némtsevo». |

Némtsevo (en rus: Немцево) és un poble de la República de Marí El, a Rússia, que en el cens del 2010 tenia 90 habitants. Pertany al districte rural de Kozmodemiansk.